# SK Řetězárna Česká Ves

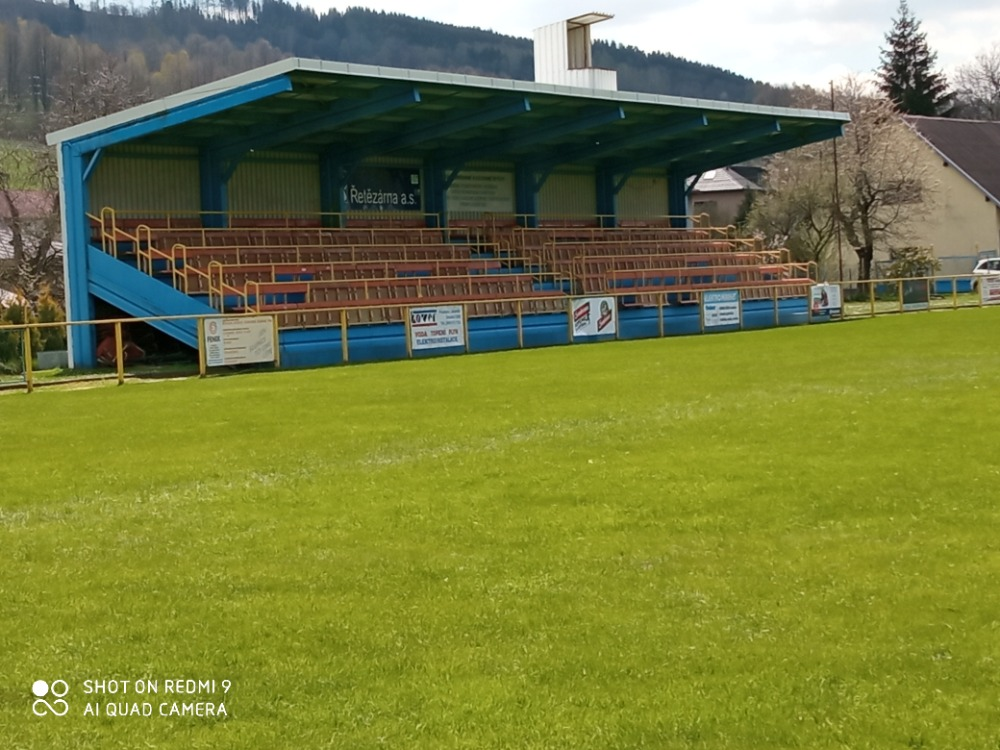
Stadion Česká Ves

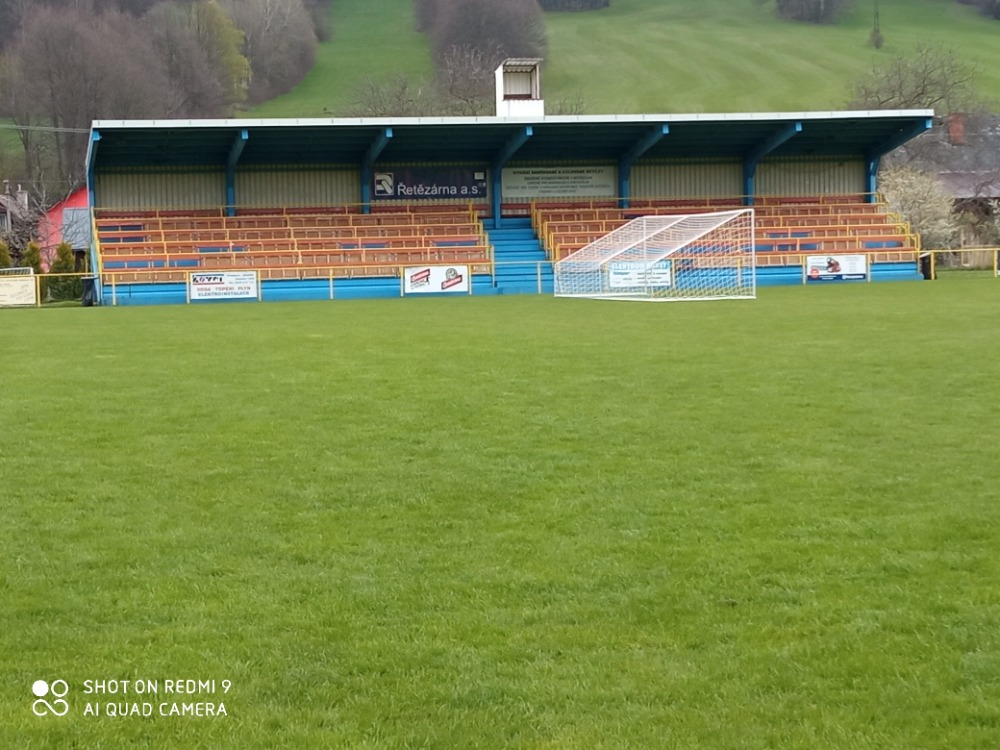
stadion v České Vsi

SK Řetězárna Česká Ves je český fotbalový klub z obce Česká Ves v Olomouckém kraji, hrající od sezóny 2014/15 I. A třídu Olomouckého kraje (6. nejvyšší soutěž). Klub byl založen v roce 1946.
Své domácí zápasy odehrává na stadionu v České Vsi.
V ročníku 1949 zde působil vratimovský rodák Karol Petroš, který se v sezoně 1962/63 stal nejlepším střelcem nejvyšší soutěže v dresu prešovského Tatranu.

## Současná situace (údaje k sezóně 2018/2019)
V současné době má klub SK Řetězárna Česká Ves 121 aktivních hráčů. Souběžně je těchto 121 hráčů rozděleno dle věkové kategorie do 7 mužstev. Mužstva hrají jak krajské soutěže, tak i okresní přebory v jesenickém okrese.
První kategorií jsou muži, kde působí hráči narození roku 1999 a starší. V současné době Řetězárna disponuje dvěma mužstvy mužů, tým A a tým B. Tým „A“ hraje ALEA sportswear 1. A třídu skupiny A.Tým „B“ působí v okresním přeboru.
Dále v tomto klubu také hraje tým dorostu, kde hrají hráči narození mezi lety 2000 až 2003. V letošní sezóně 2018/2019 působí toto mužstvo v Krajské soutěži dorostu skupiny „A“.
Velkou skupinu hráčů tvoří týmy žáků. Tyto týmy jsou věkově rozděleny do dvou mužstev. Prvním mužstvem je tým starších žáků. Zde hrají chlapci a dívky narození mezi lety 2004 až 2005. Starší žáci momentálně hrají BELSPORT Okresní přebor žáků.
Oproti tomu mladší žáci se v letošní sezóně 2018/2019 nově utkávají se soupeři ve FLY UNITED krajské soutěži mladších žáků. Zde hrají děti narozené mezi lety 2006 až 2007.
Starší přípravka, kde hrají děti narozené v letech 2008 až 2009, momentálně hraje K + K SLUŽBY Okresní přebor starších přípravek.
Velká část hráčů tvoří mužstva mladších přípravek. Do této kategorie spadají děti narozené roku 2010 či mladší. V klubu momentálně jsou dva týmy, a to tým „A“ a „B“. Oba dva tyto týmy shodně hrají Okresní přebor.
Zdroje: 

## Umístění v jednotlivých sezonách
Zdroj: 
Stručný přehled
- 1992–1998: I. B třída Hanácké župy – sk. C
- 1998–2002: I. A třída Hanácké župy – sk. A
- 2002–2004: I. A třída Olomouckého kraje – sk. A
- 2004–2005: I. B třída Olomouckého kraje – sk. C
- 2005–2009: I. A třída Olomouckého kraje – sk. A
- 2009–2014: I. B třída Olomouckého kraje – sk. C
- 2014–2022: I. A třída Olomouckého kraje – sk. A
- 2022–: I. B třída Olomouckého kraje – sk. C

Jednotlivé ročníky
Legenda: Z - zápasy, V - výhry, R - remízy, P - porážky, VG - vstřelené góly, OG - obdržené góly, +/- - rozdíl skóre, B - body, červené podbarvení - sestup, zelené podbarvení - postup, fialové podbarvení - reorganizace, změna skupiny či soutěže
| Československo (1992 – 1993) |                                      |        |    |     |       |     |     |     |     |    |        |
| Sezóny                       | Liga                                 | Úroveň | Z  | V   | R     | P   | VG  | OG  | +/− | B  | Pozice |
| 1992/93                      | I. B třída Hanácké župy – sk. C      | 7      | 26 | 11  | 6     | 9   | 48  | 45  | +3  | 28 | 4.     |
| Česko (1993 – )              |                                      |        |    |     |       |     |     |     |     |    |        |
| Sezóny                       | Liga                                 | Úroveň | Z  | V   | R     | P   | VG  | OG  | +/− | B  | Pozice |
| 1993/94                      | I. B třída Hanácké župy – sk. C      | 7      | 26 | 10  | 9     | 7   | 46  | 43  | +3  | 29 | 6.     |
| 1994/95                      | I. B třída Hanácké župy – sk. C      | 7      | 26 | 15  | 6     | 5   | 75  | 37  | +38 | 51 | 2.     |
| 1995/96                      | I. B třída Hanácké župy – sk. C      | 7      | 26 | 13  | 6     | 7   | 63  | 28  | +35 | 45 | 5.     |
| 1996/97                      | I. B třída Hanácké župy – sk. C      | 7      | 26 | 14  | 4     | 8   | 69  | 38  | +31 | 46 | 4.     |
| 1997/98                      | I. B třída Hanácké župy – sk. C      | 7      | 26 | 20  | 1     | 5   | 83  | 33  | +50 | 61 | 1.     |
| 1998/99                      | I. A třída Hanácké župy – sk. A      | 6      | 26 | 6   | 8     | 12  | 44  | 60  | −16 | 26 | 12.    |
| 1999/00                      | I. A třída Hanácké župy – sk. A      | 6      | 26 | ... | ...   | ... | ... | ... | ... | 43 | 6.     |
| 2000/01                      | I. A třída Hanácké župy – sk. A      | 6      | 26 | ... | ...   | ... | ... | ... | ... |    | 3.     |
| 2001/02                      | I. A třída Hanácké župy – sk. A      | 6      | 26 | 10  | 7     | 9   | 47  | 44  | +3  | 37 | 5.     |
| 2002/03                      | I. A třída Olomouckého kraje – sk. A | 6      | 26 | 12  | 4     | 10  | 52  | 46  | +6  | 40 | 8.     |
| 2003/04                      | I. A třída Olomouckého kraje – sk. A | 6      | 26 | 4   | 8     | 14  | 37  | 54  | −17 | 20 | 14.    |
| 2004/05                      | I. B třída Olomouckého kraje – sk. C | 7      | 26 | 20  | 3     | 3   | 77  | 26  | +51 | 63 | 2.     |
| 2005/06                      | I. A třída Olomouckého kraje – sk. A | 6      | 26 | 11  | 2     | 13  | 51  | 38  | +13 | 35 | 8.     |
| 2006/07                      | I. A třída Olomouckého kraje – sk. A | 6      | 26 | 9   | 4     | 13  | 42  | 47  | −5  | 31 | 11.    |
| 2007/08                      | I. A třída Olomouckého kraje – sk. A | 6      | 26 | 8   | 8     | 10  | 42  | 45  | −3  | 32 | 9.     |
| 2008/09                      | I. A třída Olomouckého kraje – sk. A | 6      | 26 | 1   | 2     | 23  | 23  | 83  | −60 | 5  | 14.    |
| 2009/10                      | I. B třída Olomouckého kraje – sk. C | 7      | 26 | 16  | 4     | 6   | 66  | 35  | +31 | 52 | 2.     |
| 2010/11                      | I. B třída Olomouckého kraje – sk. C | 7      | 26 | 15  | 4     | 7   | 63  | 41  | +22 | 49 | 2.     |
| 2011/12                      | I. B třída Olomouckého kraje – sk. C | 7      | 26 | 11  | 2     | 13  | 57  | 61  | −4  | 35 | 9.     |
| 2012/13                      | I. B třída Olomouckého kraje – sk. C | 7      | 26 | 13  | 3     | 10  | 45  | 50  | −5  | 42 | 3.     |
| 2013/14                      | I. B třída Olomouckého kraje – sk. C | 7      | 26 | 14  | 7     | 5   | 66  | 41  | +25 | 49 | 3.     |
| 2014/15                      | I. A třída Olomouckého kraje – sk. A | 6      | 26 | 9   | 5     | 12  | 54  | 66  | −12 | 32 | 8.     |
| 2015/16                      | I. A třída Olomouckého kraje – sk. A | 6      | 26 | 12  | 5     | 9   | 50  | 52  | −2  | 41 | 6.     |
| 2016/17                      | I. A třída Olomouckého kraje – sk. A | 6      | 26 | 9   | 2 / 4 | 11  | 62  | 59  | +3  | 35 | 9.     |
| 2017/18                      | I. A třída Olomouckého kraje – sk. A | 6      | 26 | 9   | 2 / 2 | 13  | 56  | 70  | −14 | 33 | 11.    |
| 2018/19                      | I. A třída Olomouckého kraje – sk. A | 6      | 26 | 7   | 6 / 0 | 13  | 37  | 62  | −25 | 33 | 9.     |
| ** 2019/20                   | I. A třída Olomouckého kraje – sk. A | 6      | 14 | 2   | 1 / 3 | 8   | 23  | 49  | −26 | 11 | 14.    |
| ** 2020/21                   | I. A třída Olomouckého kraje – sk. A | 6      | 10 | 5   | 0 / 1 | 4   | 28  | 27  | +1  | 16 | 5.     |
| 2021/22                      | I. A třída Olomouckého kraje – sk. A | 6      | 26 | 6   | 4     | 16  | 36  | 95  | −59 | 25 | 13.    |
| 2022/23                      | I. B třída Olomouckého kraje – sk. C | 7      | 26 | 12  | 5     | 9   | 57  | 55  | +2  | 41 | 5.     |
| 2023/24                      | I. B třída Olomouckého kraje – sk. C | 7      | 26 | 12  | 7     | 7   | 50  | 40  | +10 | 43 | 4.     |
| 2024/25                      | I. B třída Olomouckého kraje – sk. C | 7      | 24 | 4   | 2     | 18  | 36  | 109 | −73 | 14 | 12.    |

Poznámky:
- Od ročníku 2016/17 včetně se hraje v Olomouckém kraji tímto způsobem: Pokud zápas skončí nerozhodně, kope se penaltový rozstřel. Jeho vítěz bere 2 body, poražený pak jeden bod. Za výhru po 90 minutách jsou 3 body, za prohru po 90 minutách není žádný bod.

**= sezona předčasně ukončena z důvodu pandemie covidu-19